# Četekovac
Četekovac – wieś w Chorwacji, w żupanii virowiticko-podrawskiej, w gminie Mikleuš. W 2011 roku liczyła 213 mieszkańców.